# Хампстед (Квебек)
Хампстед (енгл. Hampstead) је град у Канади у покрајини Квебек. Према резултатима пописа 2011. у граду је живело 7.153 становника.

## Становништво
Према резултатима пописа становништва из 2011. у граду је живело 7.153 становника, што је за 2,2% више у односу на попис из 2006. када је регистровано 6.996 житеља.
| 2006. | 2011. |
| ----- | ----- |
| 6.996 | 7.153 |